# Вюстенрот
Вюстенрот (нем. Wüstenrot) — община в Германии, в земле Баден-Вюртемберг. Подчиняется административному округу Штутгарт. Входит в состав района Хайльбронн.
Население составляет 6633 человека (на 31 декабря 2010 года). Занимает площадь 30,02 км².
Коммуна подразделяется на пять сельских округов.

## Галерея

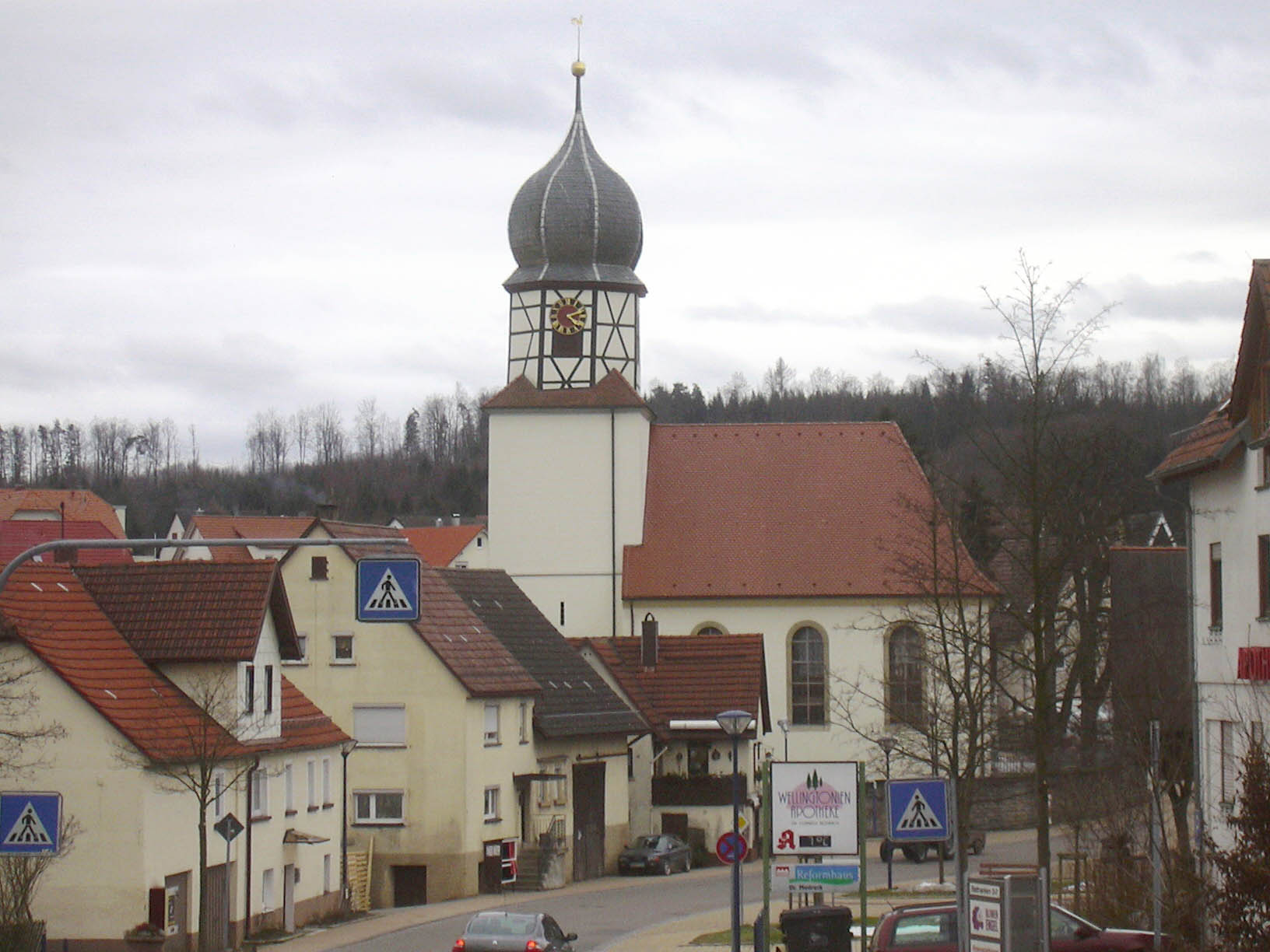
Церковь
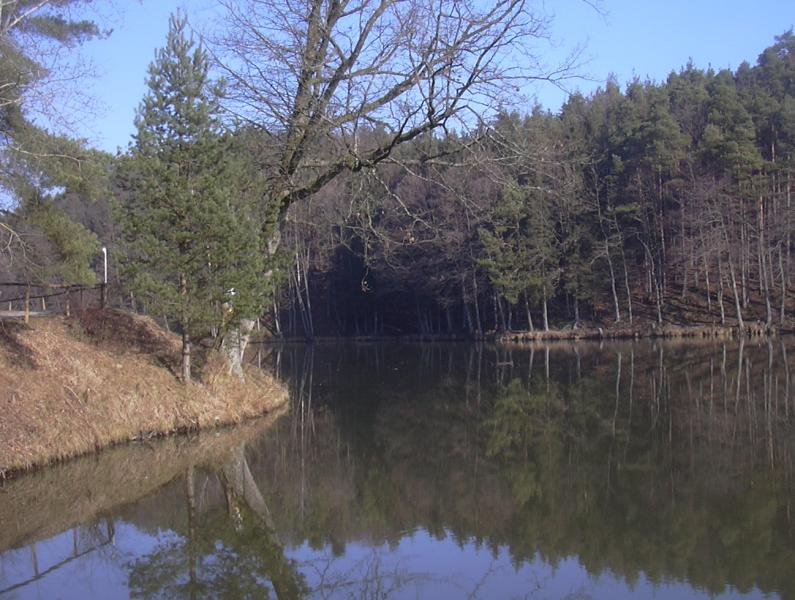
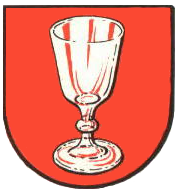
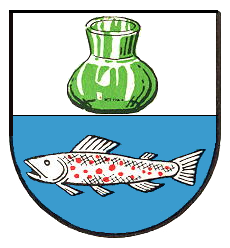